# 沖縄市立美里中学校
沖縄市立美里中学校（おきなわしりつ みさとちゅうがっこう）は、沖縄県沖縄市にある市立中学校。

## 沿革
- 1948年4月1日 - 学制改革により、美里初等学校から分離独立し、美里中学校が創立
- 1967年10月1日 - 学校給食完全実施
- 1971年12月1日 - 文部科学省指定理科モデル校発表
- 1972年5月15日 - 日本復帰により沖縄県が発足。美里村立美里中学校に改称
- 1973年7月18日 - 美里中校区全区にPTA支部結成
- 1973年2月27日 - 文部省指定技術・家庭科研究発表大会
- 1974年
  - 3月25日 - 防音校舎完成 B棟 D棟
  - 4月1日 - コザ市・美里村合併により沖縄市発足。沖縄市立美里中学校と改名
- 1975年3月30日 - 防音校舎完成 A棟
- 1978年3月13日 - 防音改装工事 E、F、G棟
- 1985年4月5日 - 美里中学校から分離、沖縄市立宮里中学校開校

## 通学区域
美里二丁目2番～10番、12番～26番、三丁目2番、3番、5番～26番、四丁目、五丁目1番、六丁目、越来三丁目9番15号、9番16号、14番3号、14番39号～14番41号、14番43号～14番45号、登川一丁目、二丁目、三丁目、字登川、池原一丁目、二丁目、三丁目、四丁目、五丁目、字池原、知花一丁目、二丁目、三丁目、四丁目、五丁目、六丁目、字知花、松本一丁目、二丁目、三丁目、四丁目、五丁目、六丁目、七丁目、明道一丁目